# Újdombrád
Újdombrád är en ort i Ungern.   Den ligger i provinsen Szabolcs-Szatmár-Bereg, i den nordöstra delen av landet, 220 km öster om huvudstaden Budapest. Újdombrád ligger 95 meter över havet och antalet invånare är 700.
Terrängen runt Újdombrád är mycket platt. Runt Újdombrád är det ganska tätbefolkat, med 90 invånare per kvadratkilometer. Närmaste större samhälle är Kisvárda, 15,9 km öster om Újdombrád. Trakten runt Újdombrád består till största delen av jordbruksmark.